# 银背委陵菜
银背委陵菜（学名：Potentilla argentea）为蔷薇科委陵菜属下的一个种。

## 扩展阅读
- 維基物種上的相關：银背委陵菜